# Smittoidea transporifera
Smittoidea transporifera är en mossdjursart som beskrevs av Powell 1967. Smittoidea transporifera ingår i släktet Smittoidea och familjen Smittinidae. Inga underarter finns listade i Catalogue of Life.